# Parle à ma main
Singles de Fatal Bazooka
Trankillement
(2007) Ce matin va être une pure soirée
(2010)
Singles par Yelle
À cause des garçons
(2007) Je veux te voir
(2008)
Parle à ma main est une chanson de RnB humoristique par Michaël Youn et Yelle sortie en 2007. 
C'est le cinquième single du groupe de rap parodique français Fatal Bazooka. Il fait partie de l'album T'as vu ? sorti la même année. Il a gagné le prix du clip de l'année aux NRJ Music Awards de 2008. Le titre de la chanson est inspiré de l'expression anglaise « Talk to the hand ».

## Performance dans les classements
Cette chanson est entrée dans les charts français directement à la seconde position, puis se retrouve en tête dès la deuxième semaine pendant sept semaines consécutives avant d'être détrônée par Sheryfa Luna (le 26 janvier 2008). Après trois autres semaines en seconde position, la chanson redescend dans le classement. Sur le site YouTube, la vidéo officielle a été vue plus de 60 millions de fois.

## Clip vidéo
Dans le clip, le personnage principal est Christelle Bazooka Lafondue (interprétée aussi par Michaël Youn), la petite sœur de Fatal, étudiante au lycée en 2007 qui deviendra strip-teaseuse dans le film Fatal. Au début de la vidéo, elle chante en karaoké le tube de David Guetta, Love Is Gone. L'acteur français Vincent Desagnat apparaît tout au long du clip et les chanteuses françaises Vitaa et Diam's sont mentionnées dans les paroles. Le clip pour la chanson Hollaback Girl de la chanteuse américaine Gwen Stefani a fortement inspiré la séquence dans un gymnase, particulièrement dans l'apparition d'une fanfare et de majorettes.

## Liste des pistes
CD single
1. Parle à ma main — 3:40
2. Auto-Clash par Fatal Bazooka — 4:53

Téléchargement numérique
1. Parle à ma main — 3:40

## Classements et certifications
| Classement (2007-2008)             | Meilleure position |
| ---------------------------------- | ------------------ |
| Belgique ( Wallonie) Singles Chart | 1                  |
| Eurochart Hot 100                  | 4                  |
| France (SNEP)                      | 1                  |
| Suisse                             | 31                 |

| Classement (2007)    | Position |
| -------------------- | -------- |
| France               | 11       |
| Classement (2008)    | Position |
| Belgique ( Wallonie) | 1        |
| Eurochart Hot 100    | 26       |
| France               | 8        |

### Certifications
| Pays     | Certification | Date          | Ventes certifiées |
| -------- | ------------- | ------------- | ----------------- |
| Belgique | Or            | 26 avril 2007 | 20 000            |